# Фамос, Рита
Рита Фамос (нем. Rita Famos; род. 11 января 1966, Цвайзиммен, Берн) — швейцарский пастор. Президент Евангелическо-реформатской церкви Швейцарии (EKS) с 1 января 2021 года, первая женщина на этом посту. Президент Сообщества протестантских церквей в Европе (GEKE) с 31 августа 2024 года. Председатель Совета по делам религий Швейцарии с 9 октября 2024 года.

## Биография
Родилась 11 января 1966 года в коммуне Цвайзиммен в кантоне Берн.
Училась на теологических факультетах Бернского университета и Галле-Виттенбергского университета в ГДР, в Объединённой пресвитерианской семинарии в Ричмонде в штате Виргиния.
Получила степень магистра продвинутого уровня (MAS) в области душепопечения и пастырской психологии в Бернском университете.
Получила сертификат о прохождении курса в Центре системной терапии и консультирования ZSB Bern в Берне.
Получила диплом продвинутого уровня (DAS) в области управления некоммерческой организацией в институте VMI Фрибурского университета.
В 1993 году рукоположена в церкви кантона Берн.
В 1993—2005 годах — приходской пастор Реформатской церкви Устера в кантоне Цюрих, в 2000—2005 годах — декан. В 2005—2011 годах — приходской пастор в церкви в микрорайоне Энге в Районе 2 в Цюрихе. С 2004 по 2011 год — член синода церкви в кантоне Цюрих. С 2009 по 2011 год была представителем церкви в еженедельной религиозной программе Wort zum Sonntag на канале SRF 1.
В 2011—2014 годах — член руководства Союза швейцарских евангелических церквей. В те же годы — член президиума Рабочей группы христианских церквей (AGCK) в Швейцарии, в 2013—2014 годах — президент.
В 2011—2013 годах — уполномоченный по обучению приходов церквей Немецкой Швейцарии. С 2013 года — руководитель отдела специального душепопечения Евангелическо-реформатской церкви кантона Цюрих. С 2014 года — член руководства программы обучения и развития душепопечения. С 2017 года — президент центра парного консультирования Paarberatung & Mediation кантона Цюрих.
27 мая 2020 года президент Евангелическо-реформатской церкви Швейцарии Готфрид Лохер объявил об отставке на фоне скандала. 1 января 2021 года Рита Фамос стала новым президентом, первой женщиной на этом посту.
На ассамблее в Сибиу 31 августа 2024 года избрана президентом Сообщества протестантских церквей в Европе (GEKE).
9 октября сроком на два года избрана председателем Совета по делам религий Швейцарии.

## Личная жизнь
Замужем за теологом Кла Фамос (Cla Reto Famos; род. 1966). Имеет двух детей 1996 и 1997 годов рождения.